# موراي غودوين
موراي غودوين (بالإنجليزية: Murray Goodwin) هو منافس ألعاب قوى أسترالي، ولد في 16 يناير 1987 في غولد كوست في أستراليا.